# Artedielloides auriculatus
Artedielloides auriculatus – gatunek morskiej ryby skorpenokształtnej (Scorpaeniformes) z rodziny głowaczowatych (Cottidae), jedyny przedstawiciel rodzaju Artedielloides. Występuje w wodach północno-zachodniego Oceanu Spokojnego na głębokościach 29–70 m. Osiąga długość 6 cm.